# Dieter Hägermann
Dieter Hägermann (* 9. Februar 1939 in Kreuzburg (Oberschlesien); † 30. März 2006 in Bremen) war ein deutscher Historiker.

Hägermanns Vater fiel im Zweiten Weltkrieg. Die Familie floh nach Wolfshagen im Harz. Er legte das Abitur in Goslar ab. Anschließend studierte er die Fächer Geschichte, Historische Hilfswissenschaften und Germanistik an den Universitäten Frankfurt am Main, Köln, Göttingen und Würzburg. Er spezialisierte sich auf die Mediävistik, die Wissenschaft vom europäischen Mittelalter. 1967 wurde er in Würzburg mit der Arbeit Die Urkunden Erzbischof Christians I. von Mainz als Reichslegat Friedrich Barbarossas in Italien promoviert.
Von 1967 bis 1974 war Dieter Hägermann als wissenschaftlicher Assistent von Werner Goez an den Universitäten Würzburg und Erlangen-Nürnberg tätig. Er forschte in der Reichs- und Papstgeschichte. Seit 1973 war Hägermann Mitarbeiter der Monumenta Germaniae Historica. 1974 erfolgte in Erlangen-Nürnberg seine Habilitation mit der Arbeit Studien zum Urkundenwesen König Wilhelms von Holland. Von 1976 bis zu seiner Emeritierung 2004 lehrte Hägermann als Professor für Geschichte mit dem Schwerpunkt Mittelalter an der Universität Bremen.
Zu seinen Forschungsschwerpunkten zählten die Grundherrschaft und die Karolingerzeit. Im Karlsjahr 2000 legte Hägermann eine vielbeachtete und mittlerweile in zahlreiche Sprachen übersetzte Biographie zu Karl dem Großen vor. Ein weiterer Forschungsschwerpunkt war die mittelalterliche Technikgeschichte. Hägermann brachte dazu zahlreiche Veröffentlichungen zu Landwirtschaft, Bergbau, Mühlen-, Salinen- oder Verkehrstechnik im Mittelalter und nicht zuletzt Beiträge im Lexikon des Mittelalters, zu dessen Herausgebergremium er gehörte, heraus. Er gehörte damit neben Dietrich Lohrmann und Volker Schmidtchen zu den wenigen Mediävisten in Deutschland, die sich in nennenswertem Umfang mit technikgeschichtlichen Problemen befasst haben. Über die mittelalterliche Geschichte wurde die Landesgeschichte Bremens verknüpft. Neben der kommunalen Tradition als karolingerzeitliche Gründungsstadt und Sitz eines Missionsbistums, des ältesten Bistums auf sächsischem Boden und eines Erzbistums, behandelten Beiträge auch kirchliche Aspekte zu einzelnen Bremer Geistlichen und ihrem Nachwirken wie Willehad, Adalbert oder Adam von Bremen. Die Werke zum mittelalterlichen Reformpapsttum und zur Bremer Kirchengeschichte konnte er weitgehend abschließen, erlebte aber nicht mehr die Drucklegung. Hägermann bearbeitete im Rahmen der Monumenta Germaniae Historica die Königsurkunden des Interregnums. Gemeinsam mit Jaap G. Kruisheer konnte 1989 der erste Band der Urkunden Heinrich Raspes und Wilhelms von Holland von 1246 bis 1252 erscheinen. Der zweite Band konnte siebzehn Jahre später erscheinen und beinhaltet 183 Diplome Wilhelms von Holland. Kurz vor Abschluss der Fahnenkorrekturen verstarb Hägermann am 30. März 2006.
Hägermann war Mitglied der Historischen Kommission für Niedersachsen und Bremen. Seit 1983 gehörte er der Historischen Gesellschaft Bremen an und war von 1994 bis 2004 ihr Vorsitzender. Für das Bremische Jahrbuch war er nicht nur Autor und Rezensent, sondern auch zehn Jahre Mitglied des Redaktionsausschusses. Hägermann hielt zahlreiche Vorträge.

## Schriften (Auswahl)
Ein Schriftenverzeichnis erschien in: Brigitte Kasten (Hrsg.): Tätigkeitsfelder und Erfahrungshorizonte des ländlichen Menschen in der frühmittelalterlichen Grundherrschaft (bis ca. 1000). Festschrift für Dieter Hägermann zum 65. Geburtstag (= Vierteljahrschrift für Sozial- und Wirtschaftsgeschichte. Beihefte. Bd. 184). Steiner, Stuttgart 2006, ISBN 3-515-08788-5, S. 341–350.
Quellenedition
- Die Urkunden Heinrich Raspes und Wilhelms von Holland (= Monumenta Germaniae Historica. Diplomata. 4: Diplomata regum et imperatorum Germaniae. Bd. 18, T. 1–2). 2 Bände. Hahn, Hannover 1989–2006;  
  - Band 1: 1246–1252. 1989, ISBN 3-7752-5347-5;
  - Band 2: 1252–1256. 2006, ISBN 3-7752-5422-6.

Monografien
- Das Papsttum am Vorabend des Investiturstreits. Stephan IX. (1057–1058), Benedikt X. (1058) und Nikolaus II. (1058–1061) (= Päpste und Papsttum. Bd. 36). Hiersemann, Stuttgart 2008, ISBN 978-3-7772-0801-5.
- Karl der Große (= rororo. rowohlts monographien 50653). Rowohlt Taschenbuch Verlag, Reinbek bei Hamburg 2003, ISBN 3-499-50653-X.
- Karl der Große. Herrscher des Abendlandes. Biographie. Propyläen-Verlag, Berlin u. a. 2000, ISBN 3-549-05826-8.
- mit Andreas Hedwig: Das Polyptychon und die Notitia de Areis von Saint-Maur-des-Fossés. Analyse und Edition (= Francia. Beihefte 23). Thorbecke, Sigmaringen 1990, ISBN 3-7995-7323-2 (Online auf perspectivia.net).
- Studien zum Urkundenwesen Wilhelms von Holland. Ein Beitrag zur Geschichte der Deutschen Königsurkunde im 13. Jahrhundert (= Archiv für Diplomatik, Schriftgeschichte, Siegel- und Wappenkunde. Beiheft 2). Böhlau, Köln u. a. 1977, ISBN 3-412-01176-2 (Zugleich: Erlangen, Nürnberg, Universität, Habilitations-Schrift, 1973).
- Die Urkunden Erzbischof Christians I. von Mainz als Reichslegat Friedrich Barbarossas in Italien. In: Archiv für Diplomatik, Schriftgeschichte, Siegel- und Wappenkunde. Bd. 14, 1968, S. 202–301 (Zugleich: Würzburg, Universität, phil. Dissertation vom 17. Februar 1969).

Herausgeberschaften
- mit Manfred Leier: Schauplätze der europäischen Geschichte. Chronik-Verlag, Gütersloh u. a. 2004, ISBN 3-577-14626-5.
- Das Mittelalter. Die Welt der Bauern, Bürger, Ritter und Mönche. RM-Buch-und-Medien-Vertrieb, Rheda-Wiedenbrück 2001.